# ボブ・ブロズマン
ボブ・ブロズマン（Bob Brozman、1954年3月8日 - 2013年4月24日）は、アメリカのミュージシャン・ギタリスト。超絶的なプレイを繰り広げるソロでの弾き語りを主なプレイ形態とし、その音楽性はブルース・カントリー・ハワイアン・カリプソ・ラテンにまで及び、非常に幅広い。リゾネーター・ギターの使い手として有名。ミュージシャンとしてのみでなく、戦前のアメリカを中心とした民族音楽の歴史家、評論家としても知られた。